# Baksa (település)
Baksa (horvátul: Bokšica) község Baranya vármegyében, a Sellyei járásban.

## Fekvése
A Mecsek, a Villányi-hegység és az Ormánság között, Baranya vármegye középső részén fekszik, régi falurésze völgyben, az új falu pedig fennsíkon.
A szomszédos települések: észak felől Pécsbagota és Zók, északkelet felől Görcsöny, délkelet felől Kisdér és Hegyszentmárton, dél felől Tengeri, nyugat felől Téseny, északnyugat felől pedig Velény. A legközelebbi városok: Pécs, Szentlőrinc, Harkány és Siklós.

### Megközelítése
Legfontosabb közúti megközelítési útvonala a Pécstől az ormánsági Vajszlóig húzódó 5801-es út. Szentlőrinccel az 5802-es út, Magyarmecskével az 5803-as út, Ócsárddal az 5812-es út, Tengerivel pedig az 58 121-es számú mellékút köti össze.
Vasútvonal nem érinti.

## Története
Első írásos említése 1247-ből maradt fenn, ez Baxa, Boxa néven említi a települést. A Baksa helynév személynévi eredetű, a Boksa, Bogsa régi szláv névből ered. Az első okiratokban a kovászdi vár (hajdani Valkó vármegye, mai Horvátország) katonanépei tulajdonában állt, és területe magában foglalta a mai Tengeri települést is. A patakot (régen Malomárok) Dobonuk néven említették.
A török hódoltság során, a szomszédos Rádfával ellentétben nem pusztult el, területe a török katonai-polgári közigazgatás alatt, 1543-tól a mohácsi szandzsákhoz tartozott, majd 1600-tól a nagykanizsai beglerbég kormányzása alá került. 1627-ben az akkori pécsi püspök, Dávid Pál birtokai között említették, 1664 után pedig a Zrínyi-Draskovich család birtokolta ezt a területet; 1675-ben Zrínyi Miklós második feleségének birtokjegyzékéből bukkant elő a község neve.
A magyar szabadságharc után a Habsburg birodalom alapvető közigazgatási változásokat vezetett be Magyarországon, elrendelte a megyék járásokra való felosztását, csendőrkerületeket állított fel, majd a jegyzőségek rendjét is szabályozta. Baksa ekkor a szentlőrinci járáshoz került, a járás három olyan településének egyikeként, ahol csendőrség is létesült, illetve jegyzőséget is felállítottak baksai székhellyel, melyhez egy időben nem kevesebb mint 11 település tartozott mintegy 3200 fős összlakossággal.
Az első világháborút követő években antant megszállás alatt állt, ezután a rövid életű Szerb-Magyar Köztársaság része lett.
A második világháború után a település zsidó lakosait deportálták, haláltáborokba vitték.
Később a tanácsrendszer, majd az erőltetett termelőszövetkezetesítés, növény- és állatbehajtás is sokakat elűzött a településről.
Baksa északnyugati határában szőlőművelés folyik, de jelentős a község mező- és erdőgazdálkodása is.

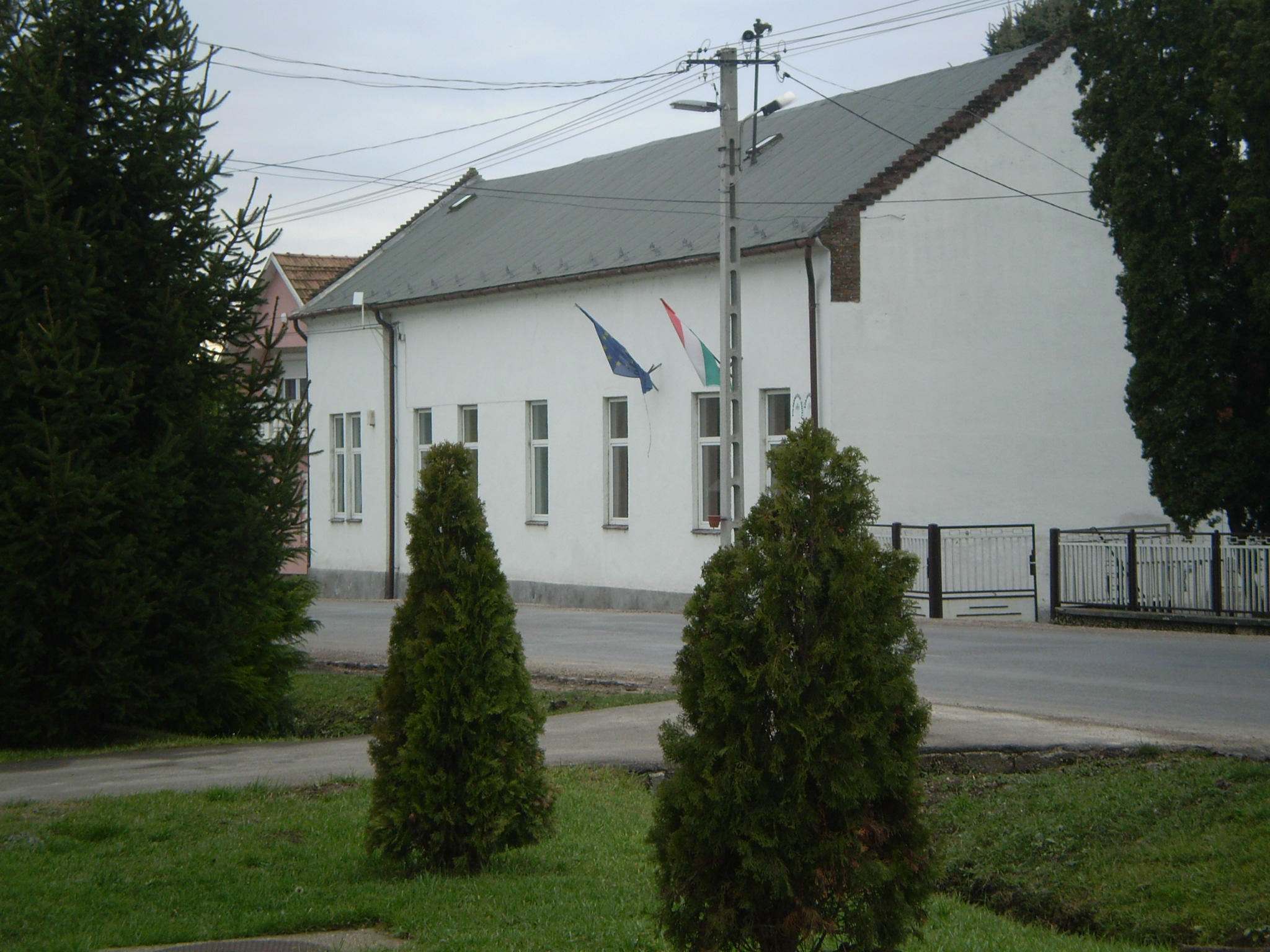
A polgármesteri hivatal

Az 1957-ben alapított Ezüstkalász Mezőgazdasági Termelőszövetkezet, amely évtizedekig sikeresen működött,  országos ismeretséget szerzett a községnek. Baksa évtizedekre a környék központi településévé vált, és a szomszédos kisebb falvak lakóinak is munka- és lakóhelyet biztosított. A szövetkezet a rendszerváltás után, 1993-ban megszűnt, a falu elvesztette központi szerepét, s fokozatosan alvóvárossá változott.

## Közélete

### Polgármesterei
- 1990–1990: Nagy István (független)[12]
- 1991–1994: Dr. Sütő László (független)[13]
- 1994–1998: Dr. Sütő László (független)[14]
- 1998–2002: Dömse László (független)[15]
- 2002–2006: Dömse László József (független)[16]
- 2006–2007: Dr. Sütő László (független)[17]
- 2007–2010: Tóth Gábor (független)[18]
- 2010–2014: Tóth Gábor (független)[19]
- 2014–2019: Tóth Gábor (független)[20]
- 2019–2022: Tóth Gábor (Fidesz-KDNP)[21]
- 2022–2024: Tóth Gábor (Fidesz-KDNP)[22]
- 2024– : Bencsik Barnabás (független)[1]

A településen 1991. január 6-án időközi polgármester-választást tartottak, mert az 1990 őszén megválasztott első polgármesternek az összeférhetetlenségi szabályok miatt le kellett mondania tisztségéről. Foglalkozása ugyanis hivatásos tűzoltó volt, ami alapján belügyi alkalmazottnak, vagyis közigazgatási dolgozónak számított, emiatt pedig a két tisztség valamelyikétől meg kellett válnia.
2007. december 16-án ismét időközi polgármester-választást (és képviselő-testületi választást) tartottak Baksán, az előző képviselő-testület önfeloszlatása miatt. A választáson az addigi polgármester is elindult, de szoros küzdelemben, 11 szavazatnyi különbséggel alulmaradt egyetlen kihívójával szemben.
A képviselő-testület 2022. szeptember 20-i feloszlása miatt kellett időközi választást tartani a községben 2022. december 11-én is. A választáson ezúttal is elindult a hivatalban lévő faluvezető is, de neki ez alkalommal sikerült megerősítenie pozícióját.

## Címer
A falu címerének jelentése: a három fekete domb a pajzs alsó részén a középkorban itt állt településekre emlékeztet: Baksára, Poborfára és Rádfára. A dombok alatt lévő fehér színű hullám a patakot jelképezi, a középső dombon lévő szőlőtő pedig a helyi szőlőművelést. A búzakalászok a pajzs alatt a mezőgazdaságra utalnak.

## Oktatás

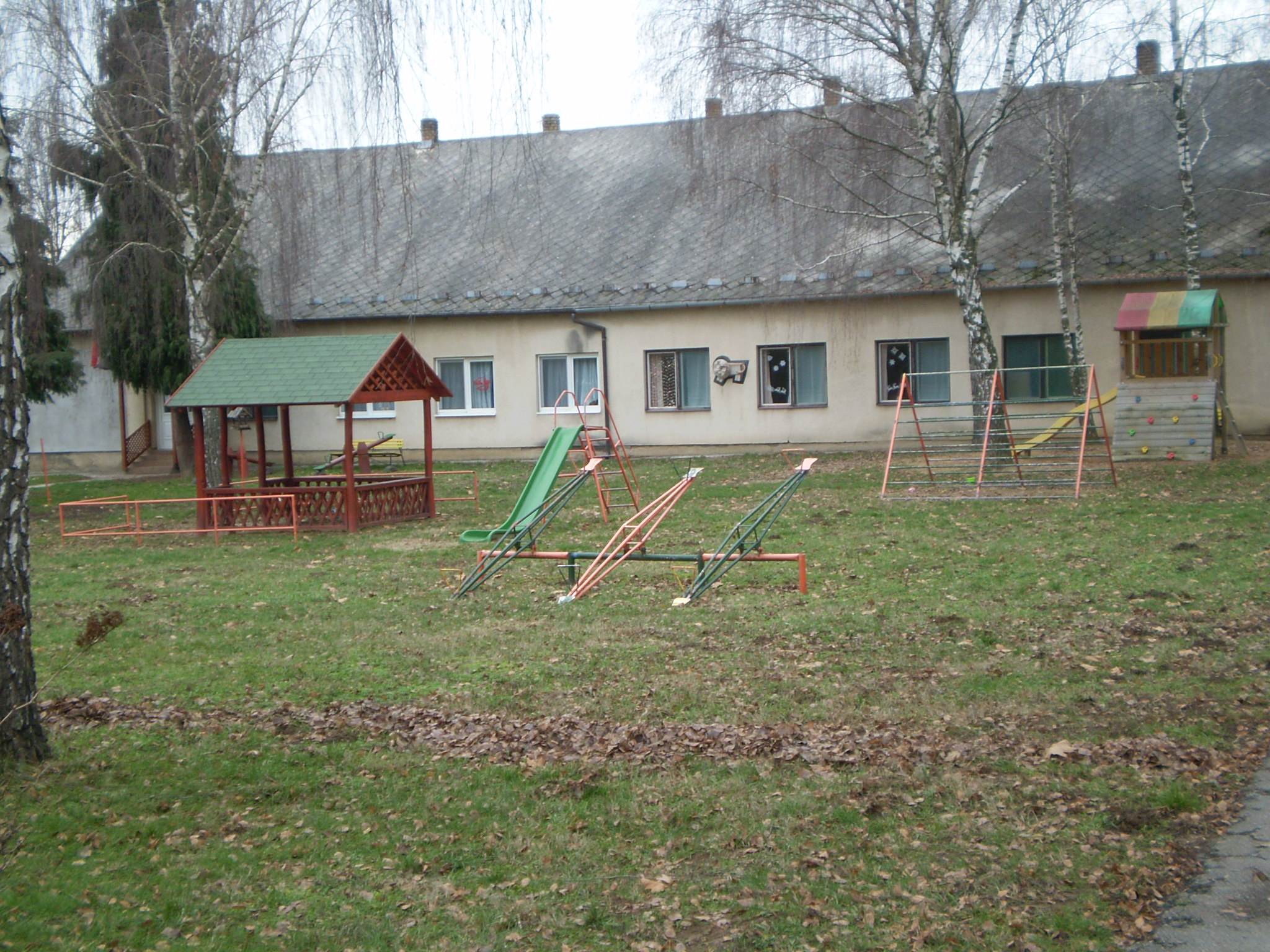
Az óvoda épülete

Az első önálló iskolaépület az 1858/1859-es tanévben épült, melynek létrejöttét (telek ára, építési költségek) a baksai uradalom tulajdonosa, Mihálovics Imre finanszírozta. Az iskolát először 1942-ben bővítették – ekkor már másodtanító is közreműködött a tanításban. Legendás baksai tanító volt az 1920-as évektől a második világháborúig Váron Kálmán, aki a tanítás mellett dalkört és leventeegyesületet is szervezett és vezetett a községben. 2007-ben civil kezdeményezésre posztumusz díszpolgári címet kapott.

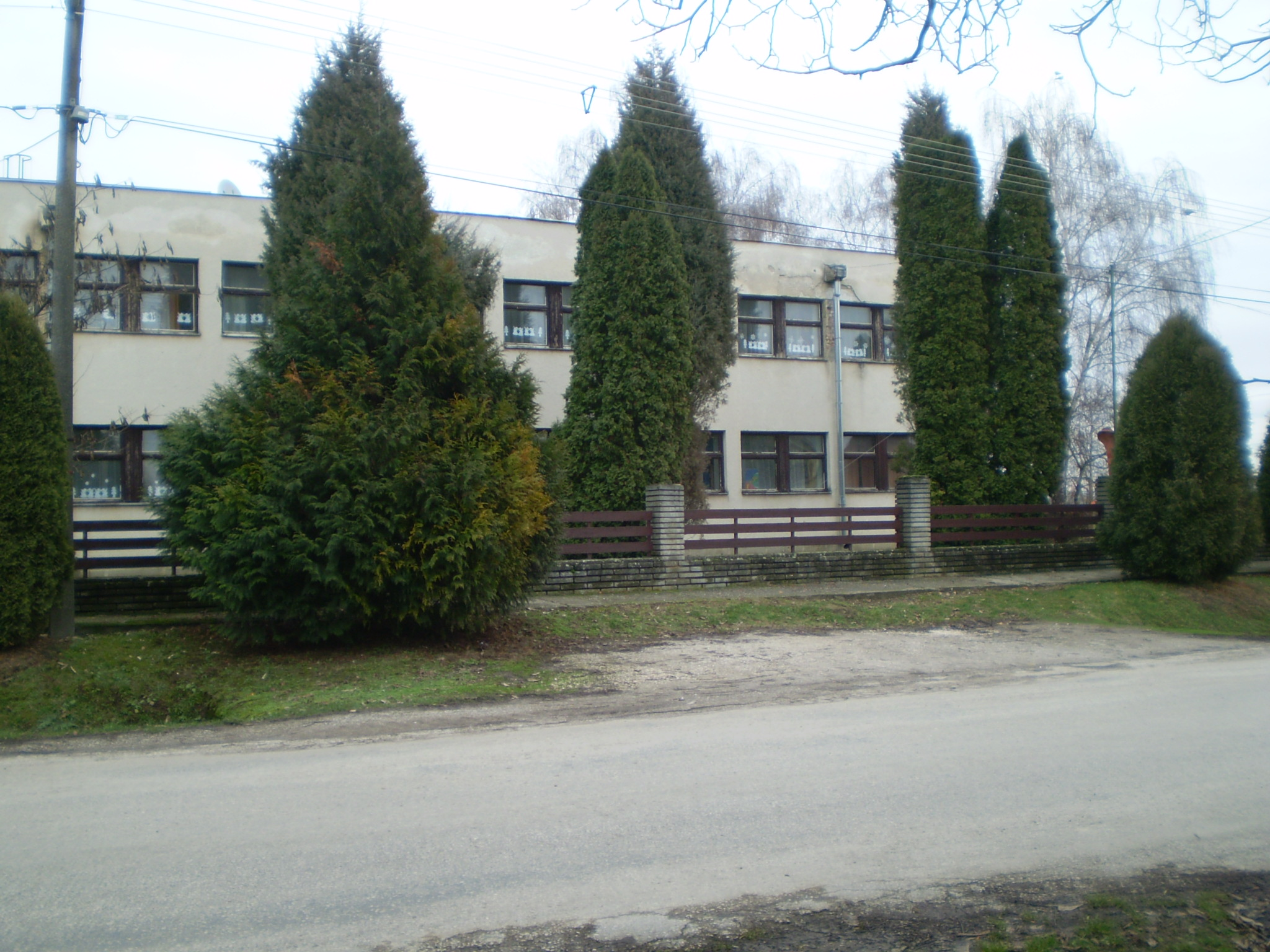
Az iskola épülete

A második világháború után, a tanácsok megalakulásától kezdve kisebb-nagyobb bővítéseket hajtottak végre az elöregedett épületen. Mivel a környékbeli kistelepüléseken, Kisdéren (1970), Ócsárdon, Siklósbodonyban és Tésenyben (1976) egymás után szüntették meg a kis létszámú iskolákat, Baksán rohamosan nőtt a tanulók száma. A mai Hősök terén álló csaknem valamennyi épületet oktatási célokra használták. A község első óvodája 1976-ban épült az új lakótelepen. A vele szemben lévő nagyobb területen, az egykori zsidó temető helyén tervezték megépíteni a falu új iskoláját. Régen ebbe a mintegy 3000 négyzetméteren elterülő temetőbe temetkeztek nemcsak a baksai, hanem a pécsi zsidók is, míg nem kaptak temetőlétesítési engedélyt.[forrás?] A temető felszámolása hivatalosan nem történt meg, az exhumálásnak illetve a csontok, sírkövek áthelyezésének más zsidó temetőbe nincs írásos nyoma.
Végül az  iskola mégsem ide került, itt ma lakóépületek állnak.
Az iskolaépítésre 1981-ben történtek az első előkészületek és1983-ban a helyi termelőszövetkezet építői neki is láttak az épület felhúzásának, amelyben a lakosság társadalmi munkával segített. A tanítás az új iskolaépületben 1984-ben kezdődött meg, 1985-ben pedig az épület konyhai és napközis szárnya is elkészült. 2008-ban az intézményt összevonták a helyi óvodával, majd 2009-ben a Pécsi Többcélú Kistérségi Társulás vette át irányítását, s a szalántai iskola tagintézményévé vált.
A 2019/2020-as tanévben 113, a 2020/2021-esben pedig 120 tanuló járt az iskolába.

## Vallás
A török kort megelőző évszázadokban a falunak földből (vályogból) és fából készült temploma és saját papja volt.
A török hódoltság alatt a község lakossága evangélikus, majd unitárius hitre tért át, de nem hagyta el a települést, a felszabadító harcok után pedig ismét római katolikus hitre tért.
Az 1815-ös egyházi felmérés szerint a település lakóinak 15%-a (75 fő) zsidó volt. Zsinagógájuk 1944-ig állt, ekkor lebontották, és tégláit a közeli Magyarmecske katonai repteréhez használták fel építőanyagként. A zsidó temetőt az 1970-es években számolták fel, területén ma lakóépületek állnak.
A katolikusok imahelyként sokáig a Hősök terén lévő egykori iskolát használták, amelynek északi szomszédságában harangláb is állt. Ez romosan, de ma is látható.
Az 1990-es években társadalmi összefogással épült fel a Szent Márton kápolna, amely a görcsönyi egyházközség része.

## Népesség
A település népességének változása:
| Lakosok száma | 788  | 766  | 745  | 767  | 756  | 768  | 774  | 781  |
|               | 2013 | 2014 | 2015 | 2019 | 2021 | 2022 | 2023 | 2024 |

A 2011-es népszámlálás során a lakosok 77,8%-a magyarnak, 6,2% cigánynak, 0,3% horvátnak, 3,5% németnek mondta magát (22,1% nem nyilatkozott; a kettős identitások miatt a végösszeg nagyobb lehet 100%-nál). A vallási megoszlás a következő volt: római katolikus 48,4%, református 2,2%, evangélikus 0,1%, görögkatolikus 0,3%, felekezeten kívüli 15,6% (31,9% nem nyilatkozott).
2022-ben a lakosság 95,2%-a vallotta magát magyarnak, 7,3% cigánynak, 2% németnek, 0,3% horvátnak, 0,3% románnak, 1,2% egyéb, nem hazai nemzetiségűnek (4,8% nem nyilatkozott; a kettős identitások miatt a végösszeg nagyobb lehet 100%-nál). Vallásuk szerint 42,7% volt római katolikus, 3,4% református, 0,3% görög katolikus, 1,8% egyéb katolikus, 12,5% felekezeten kívüli (39,3% nem válaszolt).

## Látnivalók

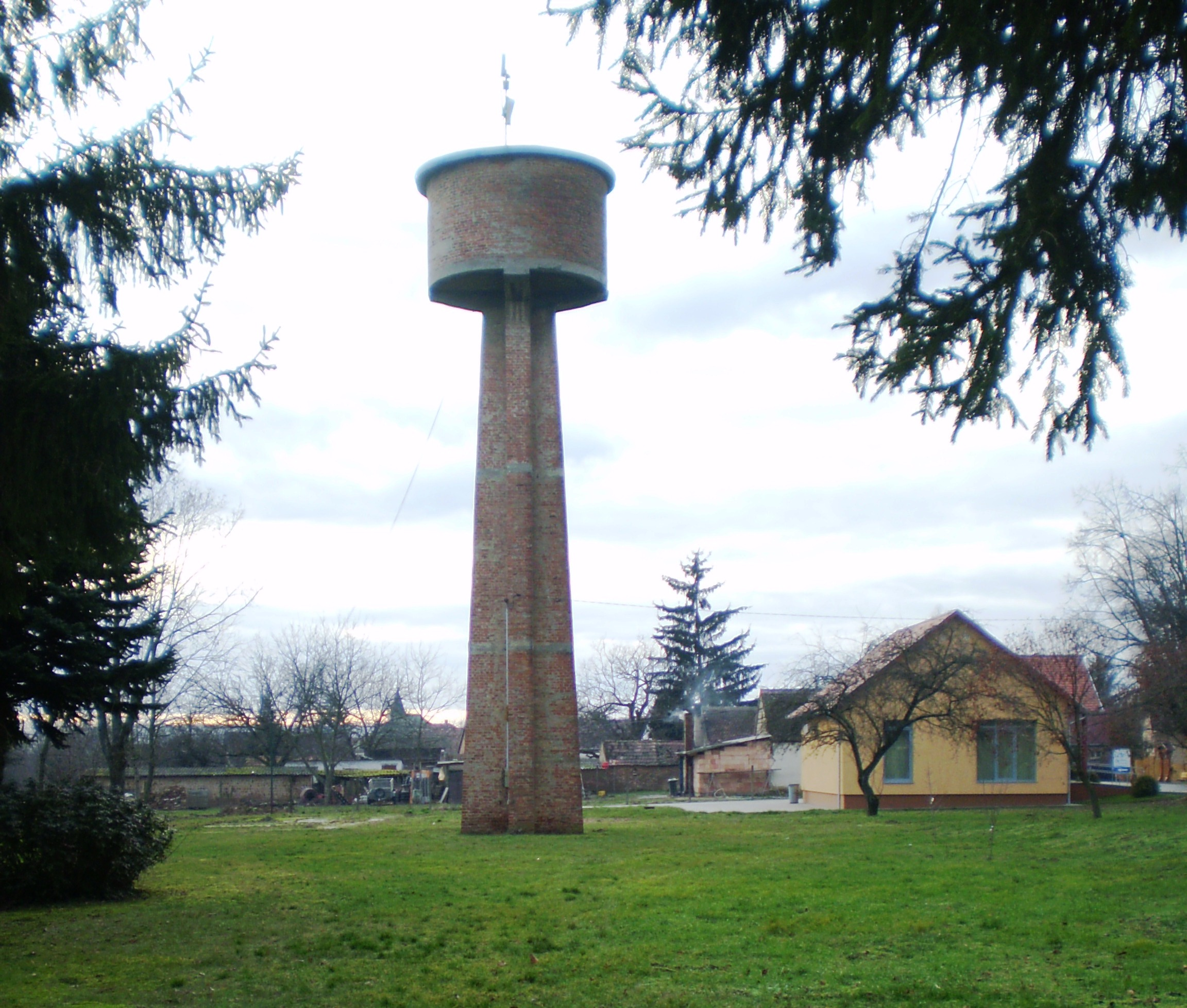
Víztorony a parkban

- A főút mellett álló római katolikus kápolnát az 1990-es évek elején társadalmi összefogással építették Szent Márton tiszteletére.
- Az új faluközpontban álló téglavíztorony 1963-ban épült. Ma már nem üzemel. Park veszi körül.
- A régi faluközpontban, a Hősök terén áll a világháborúk áldozatainak emlékszobra.
- Horgásztó, amely a Kossuth Lajos utca felől közelíthető meg.

## Események, programok
- Minden év augusztus 20-án megrendezik az ún. Pipitér Fesztivált (korábban Falunap), amelyen a község lakói és az onnan elszármazottak találkozhatnak, és különböző zenés, főző-, sport- és gyermekprogramokon vehetnek részt a település sportpályáján.[33]
- A november 11-ét követő vasárnap rendezik a Szent Márton-napi búcsút.

## Híres baksaiak
- Visy István (1906-2000) katona, olimpikon, lovasedző és lovaglótanár

### A községdíszpolgárai
- Kővágó János (Bezedek, 1919–) jegyző, anyakönyvvezető, vb-titkár
- Váron Kálmán néptanító, kántor (posztumusz)
- Polgár Zoltán (†1978) iskolaigazgató, tanár (posztumusz)
- Dömse László polgármester[forrás?]